# Gudrun Beckmann
Gudrun Bekmann (Düsseldorf, 17 agosto 1955) è un'ex nuotatrice tedesca occidentale.

## Carriera
Fortemente specializzata nelle staffetta, annovera nel proprio palmarès due medaglie di bronzo ai Giochi Olimpici, vinte entrambe all'edizione di Monaco di Baviera 1972.

## Palmarès
- Giochi olimpici estivi

Monaco di Baviera 1972: bronzo nella 4x100m stile libero e nella 4x100m misti.
- Mondiali

Belgrado 1973: bronzo nella 4x100m stile libero e nella 4x100m misti.